# جزایر سیبری نو
جزایر سیبری نو، (به روسی: овосиби́рские острова) (با تلفظِ: Novosibirskiye Ostrova) مجمع‌الجزایری در اقیانوس منجمد شمالی و در شمالگان روسیه به سمت شمال ساحل شرقی سیبری بین دریای لاپتف و دریای سیبری شرقی در شمال جمهوری یاقوتستان هستند. نخستین خبرها دربارهٔ وجود جزیره در ابتدای قرن هجدهم در سال ۱۷۱۲ منتشر شد. اقلیم و آب و هوا قطبی و شدید و خشن است. میانگین دما در ژانویه، ۲۸- درجهٔ سانتی‌گراد تا ۳۱- درجهٔ سانتی‌گراد است. دما در ژوئیه به دلیل وجود آب یخی اقیانوس منجمد شمالی، نسبتاً پایین است. میانگین حداکثر دما در ماه ژوئیه ۸ تا ۱۱ درجهٔ سانتی‌گراد و میانگین حداقل دما در این ماه ۳- تا ۱ درجه است. بارندگی تا ۱۳۲ میلی‌متر در سال است.

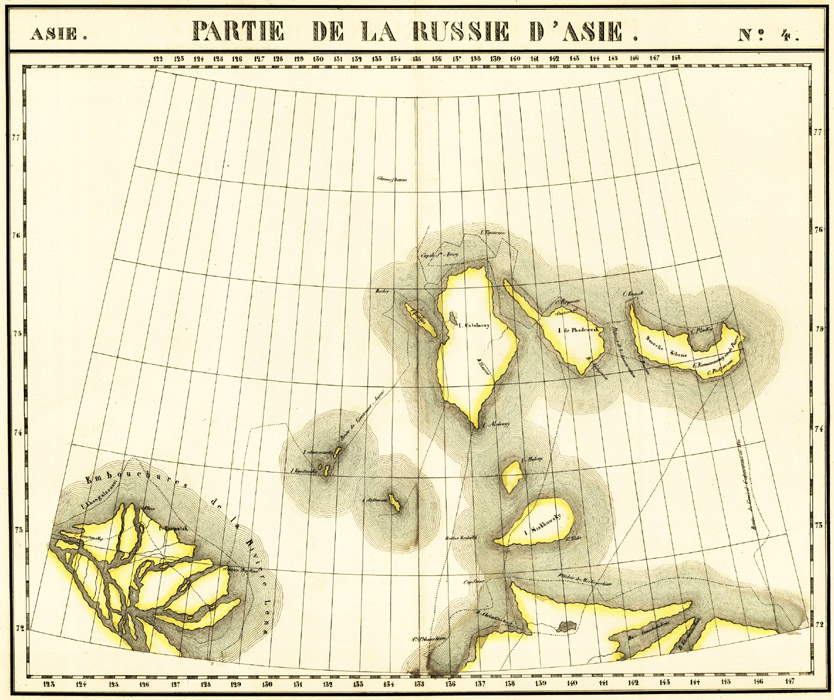
نقشه‌ای از جزایر مربوط به سال ۱۸۲۰ میلادی. یکی از جزایر در آن زمان کشف نشده بود و یک قطعه خشکی هم به صورت جدا رسم شده بود.

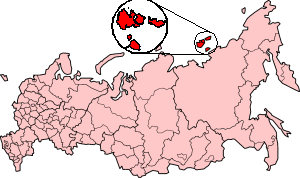
موقعیت مجمع‌الجزایر نسبت به روسیه

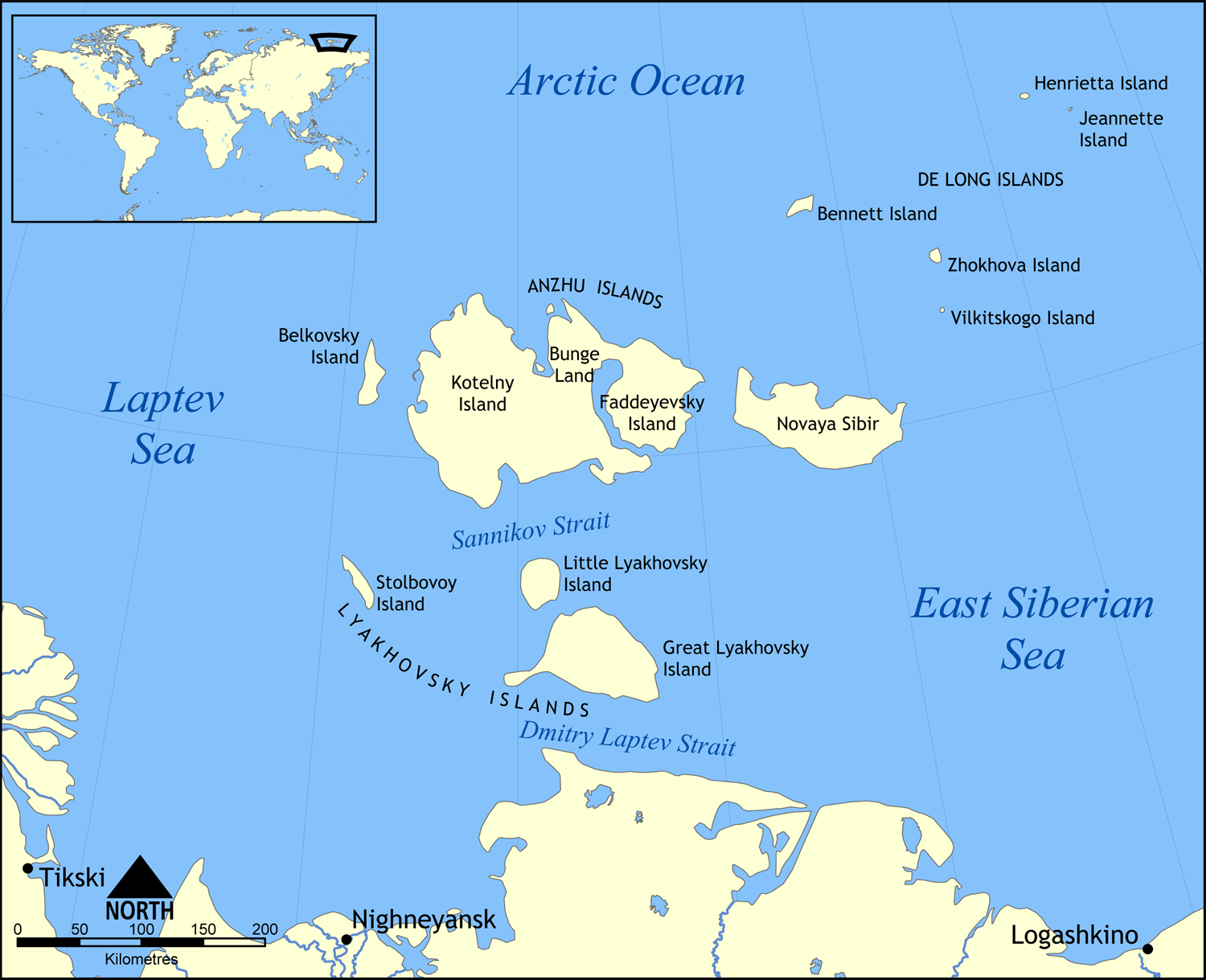
نقشهٔ مجمع‌الجزایر